# تتار القرم

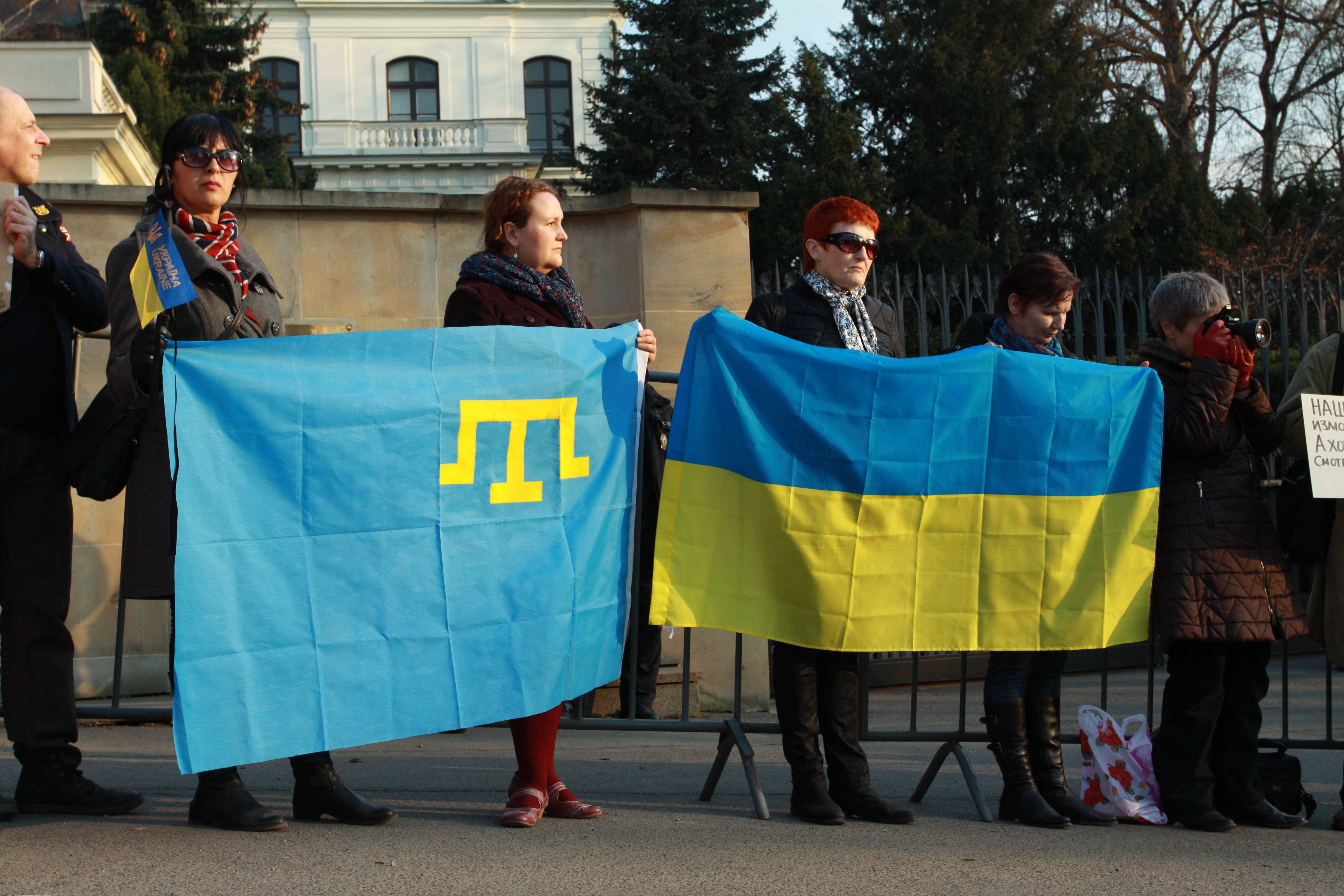
علم تتار القرم وعلم أوكرانيا في تظاهرة لحركة الميدان الأوروبي في براغ.

التتار القِرميّون أو تتار القرم (بالقرمية: qırımtatarlar / къырымтатарлар) أو ببساطة "القرميّون" (qırımlılar / ъырымлылар)، هي مجموعة عرقية وشعب تركي من أوروبا الشرقية، وهم السكان الأصليون لشبه جزيرة القرم. تشكّلت هويتهم العرقية على مدى آلاف السنين في القرم والمناطق الشمالية المحاذية للساحل الأسود، من خلال تفاعل بين شعوب البحر الأبيض المتوسط وشعوب سهوب أوراسيا. وقد كشفت دراسات جينية شاملة عن وجود روابط بين التتار القرميين وبين شعوب السهوب خلال العصر البرونزي، وتحديدًا تلك المرتبطة بثقافة يامنايا الأثرية.
شكّل التتار القِرميّون حتى أوائل القرن العشرين أكبر مجموعة سكانية في شبه جزيرة القرم، وكانوا يشكّلون الأغلبية السكانية في عموم المنطقة. غير أن الوضع تغيّر بعد ضمّ الإمبراطورية الروسية لخانية القرم عام 1783، حيث تعرض التتار القِرميّون لسلسلة من محاولات التهجير المنهجي من منطقتهم، شملت العنف الجسدي والمضايقات والتهجير القسري، إضافة إلى أشكال قانونية من التمييز. وبحلول عام 1800، كان ما بين 100 ألف و300 ألف من التتار القرميين قد غادروا القرم.
ورغم أن الثقافة التتارية القرمية لم تُمحَ تمامًا خلال عهد أسرة رومانوف، إلا أن وجودهم السكاني في شبه الجزيرة تلاشى تقريبًا خلال العهد السوفييتي خاصة في عهد ستالين. ففي مايو 1944، وبعد وقتٍ قصير من استعادة القوات السوفييتية للقرم من الاحتلال الألماني في الحرب العالمية الثانية، أمرت لجنة الدفاع الحكومية السوفييتية بترحيل جميع التتار القِرميّين، بما في ذلك عائلات الجنود التتار الذين كانوا يخدمون في الجيش الأحمر. وقد تمّ نقلهم في قطارات وشاحنات مخصصة للماشية إلى آسيا الوسطى، حيث أُعيد توطينهم بالأساس في أوزبكستان. وتشير التقديرات إلى أن ما بين 18% و46% من إجمالي السكان التتار القِرميين قضوا نحبهم نتيجة لهذه الترحيلات.
منذ عام 1967، سُمِح لعدد محدود فقط من المُهجّرين بالعودة إلى موطنهم، رغم أن عملية "إزالة الستالينية" قادت الحكومة السوفييتية إلى الاعتراف بهذه الترحيلات بوصفها تطهيرًا عرقيًا وإبادة ثقافية. وفي عام 1989، تبنّى مجلس السوفييت الأعلى سياسة جديدة منحت التتار القِرميّين الحق الكامل في العودة، مما أدى إلى ارتفاع تدريجي في عدد العائدين إلى القرم.
ومنذ تفكك الاتحاد السوفييتي عام 1991، أصبح التتار القِرميّون أعضاء في منظمة "الأمم والشعوب غير الممثلة". ولا تُعارض الاتحاد الأوروبي والمنظمات الدولية المعنية بالشعوب الأصلية تصنيفهم كـ"شعب أصلي"، وقد اعترفت بهم الحكومة الأوكرانية رسميًا كشعب أصلي لأوكرانيا منذ عام 2014. ومع ذلك، فإن الإدارة الروسية في القرم المحتلة لا تزال تعتبرهم "أقلية قومية" بدلًا من الاعتراف بهم كشعب أصلي، وتنكر أنهم الأمة التأسيسية للقرم، على الرغم من أن الإدارة السوفييتية نفسها كانت قد اعتبرتهم كذلك قبل ترحيلهم.
أما اليوم، فيُمثل التتار القِرميّون ما يقرب من 15% من سكان شبه جزيرة القرم. وتوجد جاليات كبيرة من التتار القِرميين في المهجر، لا سيما في تركيا ورومانيا وبلغاريا، إلى جانب بلدان أخرى.

## التاريخ
كانت ” جمهورية تتار القرم ” احدي الجمهوريات الإسلامية في شمال البحر الأسود و” القرم ” تعني باللغة التترية “القلعة ”
ويعود تاريخ التتار المسلمون في جزيرة القرم للعصر العباسي حيث استقرت فيهاعدد من القبائل من أصول تركية التي أطلق عليها الروس لاحقا لقب التتار رغم عدم صلته بالتتار المغول الغزاة كانت الجزيرة تحوي سوقا لتجارة العبيد ومنها ينحدر العديد من المماليك كالظاهر بيبرس.
ومنذ القرن الثامن الهجري ظهرت بقوة دولة تتار القرم ومدّت نفوذها الي المناطق المجاورة لها وفرضت ذات يوم الجزية على موسكو وحين قويت شوكة الروس بدأوا مهاجمة أطراف دولة تتار وجرت حرب القرم بينهم وبين العثمانيين إلى أن تمكّن الروس بعد قرابة القرن من غزو شبه جزيرة القرم وضمها لها في سنة 1783 وتم ترحيلهم بالكامل إلى وسط آسيا في عهد ستالين، ولم يعودوا لموطنهم الأصلي إلا بعد ذلك بعقود.

### خانية القبيلة الذهبية وخانية القرم
في بداية القرن الثالث عشر، أصبح معظم سكان شبه جزيرة القرم من الشعب التركي- الكومان، جزءًا من خانية القبيلة الذهبية. تبنى تتار القرم دين الإسلام في القرن الرابع عشر، أصبحت القرم بعد ذلك أحد مراكز الحضارة الإسلامية في أوروبا الشرقية. في القرن نفسه، ظهرت ميول انفصالية في خانية القبيلة الذهبية. حصل الاستقلال الفعلي من خانية القبيلة الذهبية منذ حكم الأميرة (خانوم) كانيكي، ابن الزعيم القوي لخانية القبيلة الذهبية «توقتمش» وزوجة مؤسس خانية هوردي «إديغو»، في شبه الجزيرة. خلال فترة حكمها، دعمت بقوة حق حاجي كراي في عرش القرم حتى وفاتها في عام 1437. بعد وفاة كانيكي، ضعف وضع حاجي كراي في القرم وأجبر على مغادرتها إلى ليتوانيا.
ظهر تتار القرم كأمة في زمن خانية القرم، وهي دولة كانت تابعة للعثمانيين بين القرنين السادس عشر والثامن عشر. يكتب المؤرخ الروسي والدكتور في التاريخ والأستاذ في الأكاديمية الروسية للعلوم، إيليا زايتسيف، أن تحليل البيانات التاريخية يظهر أن تأثير تركيا على سياسة شبه جزيرة القرم لم يكن كبيرًا كما ورد في المصادر التركية القديمة والمصادر الإمبراطورية الروسية. تبنى معظم السكان الناطقين بالتوركية في القرم دين الإسلام في القرن الرابع عشر، وذلك عقب تحول أوزبك خان، سلطان خانية القبيلة الذهبية. بحلول وقت الغزو الروسي الأول لشبه جزيرة القرم في عام 1736، كانت محفوظات ومكتبات الخان مشهورة في جميع أنحاء العالم الإسلامي، وفي عهد الخان كريم غيراي، انتشرت في مدينة آق مسجد مياه عن طريق الأنابيب وركبت شبكات صرف صحي ومسرح عرضت عليه مسرحية موليير بالفرنسية، في حين كانت مدينة كوزلوه تقارن بروتردام وباختشيساراي، وصفت العاصمة بكونها أكثر مدن أوروبا نظافة وخضارًا.
في عام 1441، توجه وفد يضم ممثلي أكثر العشائر قوة في القرم، بمن فيهم عشيرتي شيرين وبارين من خانية القبيلة الذهبية، وقبيلة كومان، القفجاق، إلى دوقية ليتوانيا الكبرى لدعوة حاجي كراي لحكم القرم. أصبح على إثر ذلك مؤسس سلالة كراي الحاكمة، التي حكمت حتى ضم روسيا لخانية القرم سنة 1783. تحدر حاجي كراي من باتو خان زعيم خانية القبيلة الذهبية وأبيه جوتشي خان، ابن جنكيز خان. خلال حكم منغلي كراي، ابن حاجي، اجتاح جيش خانية القبيلة الذهبية جزيرة القرم من الشمال، وفاز خان القرم بالمعركة، متغلبًا على جيش خانية القبيلة الذهبية في تخت ليا، حيث قتل، والتغت خانية القبيلة الذهبية من الوجود، وأصبح خان القرم هو الخان الأكبر وخليفة الدولة.
منذ ذلك الحين، كانت خانية القرم من بين القوى في أوروبا الشرقية حتى بداية القرن الثامن عشر. كانت الخانية رسميًا دولة تابعة للإمبراطورية العثمانية، وتتمتع بحكم ذاتي كبير بعد عام 1580. في حين كانت خانية نوغاي، التي لا يحكمها خان خاص بها، تابعة لخان القرم، ودوقية موسكو الكبرى، والكومنولث البولندي الليتواني، ودفعت جزية للخان (حنى عامي 1700 و1699 على التوالي). وفي القرن السابع عشر، ساعد تتار القرم القوزاق الأوكرانيين بقيادة بوهدان خميلينتسكي في النضال من أجل الاستقلال، الأمر الذي سمح لهم بالفوز بالعديد من الانتصارات الحاسمة على القوات البولندية.
في عام 1711، عندما شن بطرس الأكبر قيصر روسيا حملة شاركت فيها كل قواته (80 ألف جندي) للوصول إلى البحر الأسود، أحاط به جيش خان القرم بقيادة دلفت الثاني كراي، ووجد نفسه في وضع ميؤوس منه. سمحت خيانة محمد باشا البلطجي (الصدر الأعظم للدولة العثمانية) لبطرس كم الخروج من التطويق الذي فرضه تتار القرم. عندما احتج دلفت الثاني كراي على قرار الصدر الأعظم، كان رد الأخير: «عليك الاهتمام بشؤون تتارك. إن شؤون الباب العالي (مقر الحكومة العثمانية) معهودة إلي. ليس لديك الحق بالتدخل بها». وقعت معاهدة بروث، وبعد 10 سنوات، أعلنت روسيا نفسها إمبراطورية. في عام 1736، استدعى السلطان التركي أحمد الثالث خان القرم قبلان الأول كراي إلى بلاد فارس.
انطلاقًا من إدراكه قدرة روسيا على الاستفادة من نقص القوات في شبه جزيرة القرم، كتب قبلان كراي إلى السلطان طالبًا منه التفكير مرتين، إلا أن الأخير كان مصرًا. كما هو متوقع من قبلان كراي، غزا الجيش الروسي شبه جزيرة القرم في عام 1736 تحت قيادة مونيتش، فأعاث الخراب في شبه الجزيرة، وقتل المدنيين ودمر كل المدن الرئيسية، واحتل العاصمة باختشيساراي، وأحرق قصر خانسراي بكل المحفوظات والوثائق التي فيه، ثم غادر شبه جزيرة القرم بسبب الوباء الذي بدأ فيها. بعد مرور عام على ذلك، قام الجنرال الروسي بيتر لاسي بفعل ذات الشيء. منذ ذلك الحين، لم تحظ خانية القرن بفرصة التعافي، وبدأت بطيئًا بالتراجع. أسفرت الحرب الروسية التركية التي استمرت في الفترة بين عامي في 1768 و1774 عن إلحاق الروس الهزيمة بالعثمانيين، ووفقًا لمعاهدة كيتشوك كاينارجي (1774) الموقعة بعد الحرب، حصلت شبه جزيرة القرم على استقلالها، وتراجع العثمانيون عن حقهم السياسي في الدفاع عن خانية القرم. بعد فترة من الاضطرابات السياسية في شبه جزيرة القرم، انتهكت الإمبراطورية الروسية المعاهدة وضمت خانية القرم إليها في عام 1783.

### مأساة التهجير
بقيت الجزيرة ذاتية الحكم حتى ألغيت هذه الجمهورية الإسلامية التترية بقرار من مجلس السوفيت في شهر ديسمبر عام 1943 ميلادية بحجة التعاون مع هتلر وبقرار من ستالين تعرّض جميع سكان جمهورية تتار القرم للتهجير الجبري اللا إنساني. إلي أكبر صحراء جليدية في العالم وهي سيبيريا وبعد أن كانت هذه الجمهورية من أهم مناطق العمران البشري. تحوّلت إلى أطلال بعد أن أبادها الروس وقد بلغ عدد المساجد التي هدمها الروس في شبه جزيرة القرم ألفا وخمسمائة مسجد، ونفي الشعب التتري المسلم يومها في عربات القطارات المخصصة نقل الحيوانات والبضائع التي لم تكن تتوقف إلا لأجل الاستزادة بالوقود وإلقاء جثث الموتى حيث مات الشيوخ والأطفال من شدّة تكدس العربات التي ظلت تسير ليلا ونهارا مدّة شهر كامل
وفي الخمسينيات قام زعيم الإتحاد السوفيتي خروتشوف بضم القرم لمسقط رأسه أوكرانيا التي كانت جزءا من الاتحاد السوفييتي وكانت يومها عملية شكلية إلا أن انهيار الاتحاد السوفييتي وبقائها مع أوكرانيا أجج الصراع حول الجزيرة الاستراتيجية التي بدأ يعود لها أبنائها التتار فباتوا يشكلون حاليا أكثر من 20% من السكان وهم يعارضون الانضمام لروسيا وربما قد يقودون عمليات لمقاومة الغزو الحالي.
خلال فترة الترحيل من مايو إلى 10 نوفمبر، توفي 10.105 شخصًا من تتار القرم بسبب الجوع الذين تم نفيهم إلى أوزبكستان. وفقا لبيانات NKVD ، توفي حوالي 30.000 (20 ٪)  شخصا في الترحيل في غضون عام ونصف. وفقا لناشطي تتار القرم، توفي حوالي 46 ٪ من السكان خلال هذه الفترة.
توفي ما يقرب من 45 ٪ من مجموع السكان خلال الترحيل بسبب الجوع والعطش والمرض. وفقًا لمعلومات المعارضين السوفييت، تم توظيف العديد من تتار القرم كعمال في مشاريع واسعة النطاق نفذها نظام GULAG السوفيتي. يدعو نشطاء تتار القرم إلى الاعتراف بلترحيل الجماعي على أنه إبادة جماعية، ويعترف به المجلس الأعلى لأوكرانيا كجرائم عرقية. [بحاجة لمصدر]

## تأثير التتر على الفن

### سينما
الفيلم الأول، الذي يحكي عن نفي تتار القرم، وإخراج وبطولة Ahtem Seytablayev ، هو فيلم (Hayrama) الأوكراني لعام 2013. يركز الفيلم على حياة أحمد هان سلطان ونفي شعب تتار القرم بقلم ستالين في 18 مايو 1944.
تم إصدار فيلم Kırımlı ، بطولة Murat Yıldırım و Selma Ergeç ، في عام 2014. هذا  الفيلم كان عالي الميزانية مستوحى من رواية جنكيز داوتشي، سنوات رهيبة في عام 1956. جعل هذا الفيلم صوتًا في العديد من البلدان. يعكس هذا الفيلم النضال القاسي لشعب القرم في حربهم، ثم الأوقات المؤلمة لأولئك الذين تم أسرهم من طرف الجيش النازي.

#### موسيقى
موضوع الترحيل القرم التتري تم التعبير عنه في أغنية اسمها (1944)، والتي عبرت عنها المغنية الأوكرانية القرمانية التتارية جمالا (سوزانا كامالادنوفا)، والتي تمثل أيضًا أوكرانيا في مسابقة الأغاني الأوروبية لعام 2016 وتكمل المسابقة المرتبة الأولى.

## اللغة
لغة تتارية قرمية، لغة تركية، لغة روسية، لغة وروم (Urum).

## الديانة
الإسلام يتبعون المذهب الحنفي السني

## مذهب العقيدة
صوفية ماتريدية